# American Adventure Theme Park
Pour les articles homonymes, voir The American Adventure (homonymie).
L'American Adventure Theme Park (aussi connu sous le nom American Adventure World) est un ancien parc à thème qui était situé près de Nottingham et Derby dans le Midlands de l'Est, en Angleterre. Ouvert en juin 1987, le parc reçut en 2005 un nouveau thème. En janvier 2007, les propriétaires annoncèrent que le parc ne rouvrirait pas pour la nouvelle saison, et que les manèges seraient vendus.

## Histoire
The American Adventure fut construit sur un terrain qui avait déjà été occupé par un petit parc d'attractions. Le Britannia Park qui avait ouvert le 27 juin 1985 avait finalement fermé peu de temps après en raison d'un manque de visiteurs. The American Adventure Theme Park ouvrit en juin 1987 avec un thème dédié au far-west, aux cow-boys et aux amérindiens et s'annonça comme le "Britain's Major New Theme Park". Il comportait à son ouverture un parcours de bûches à deux chutes (Cherokee Falls), un train de la mine, le Buffalo Ride (un parcours de montagnes russes), un bateau à bascule et une grande roue.
En 1989 fut ajouté Missile, un parcours de montagnes russes de type Boomerang de Vekoma. En 1993, le parcours de bûches fut rallongé pour avoir une troisième chute et fut renommé Nightmare Niagara. Cette extension en fit le plus long parcours de bûches du Royaume-Uni. En 1995, le parc accueille Iron Wolf, un nouveau parcours de montagnes russes (aujourd'hui situé dans un parc polonais sous le nom Tic tac tornado).
À partir de 1996, le parc commence à décliner et en 1997, le Granada Group qui possède le parc décide de s'en séparer. Il est alors vendu à Ventureworld, dirigé par John Broome, un ancien responsable d'Alton Towers. Pendant le règne de Broome en tant que propriétaire du parc, le seul changement notable est l'ajout d'attractions mineures et le lent déclin de nombreuses attractions du parc. Ventureworld renomma immédiatement American Adventure World.
En 1999, Broome annonça qu'il se retirait et le parc fut repris par le THG Group, qui possédait également la société Pontin's et la tour de Blackpool. Après 1999, beaucoup de petites attractions ont disparu du parc. L'ancienne entrée principale du parc dû être fermée en raison d'affaissements, et la nouvelle entrée fut loin d'être aussi attractif que l'ancien. Le parc fut à nouveau renommé The American Adventure.

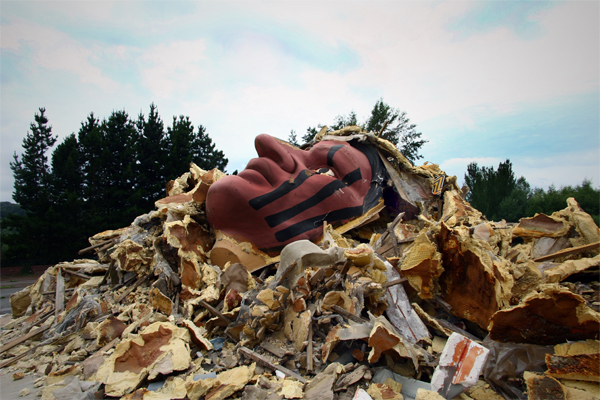
Le parc est aujourd'hui démoli.

2005 voit la fermeture d'attractions majeures qui ont contribué à la notoriété du parc, dont Nightmare Niagara et le Missile. Ce dernier est alors transféré à Pleasurewood Hills où il a opéré sous le nom Wipeout. 2006 sera la dernière année de fonctionnement du parc mais l'annonce officielle de sa fermeture ne sera faire que le 4 janvier 2007.

## Galerie photo

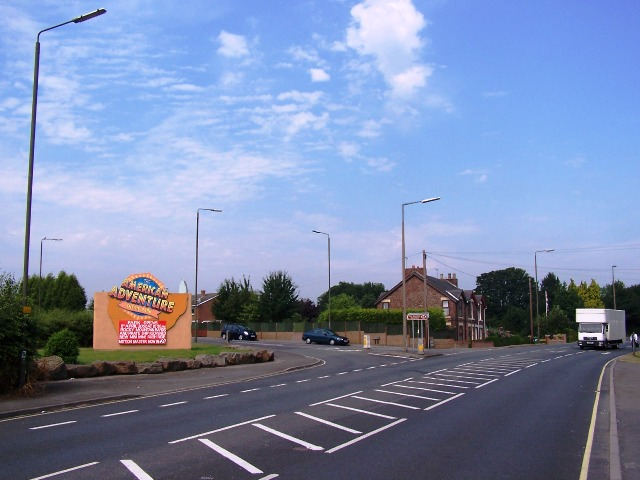
Accès aux parkings du parc
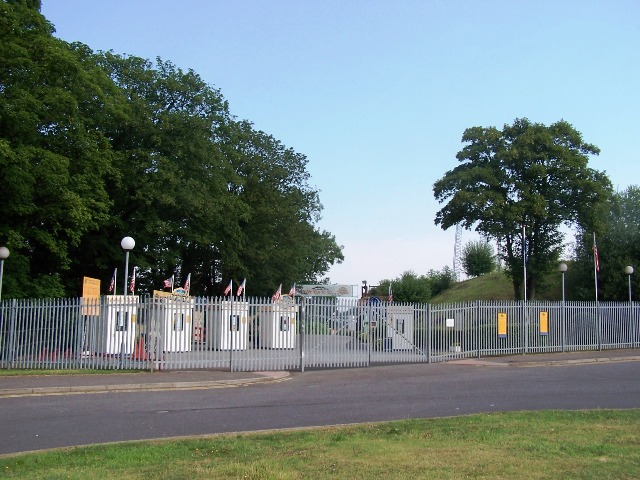
Entrée du parc
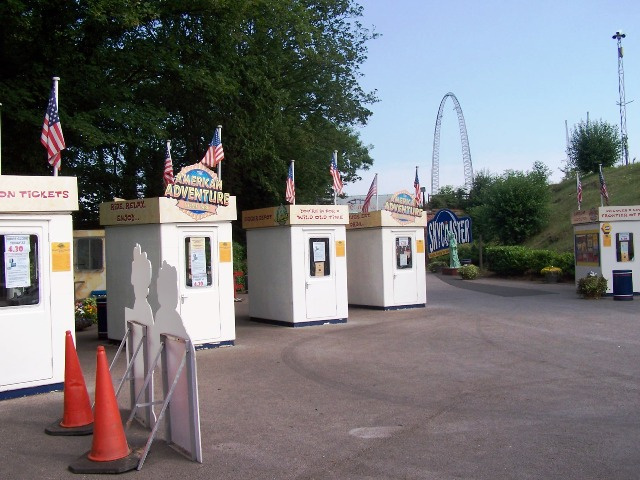
Entrée du parc
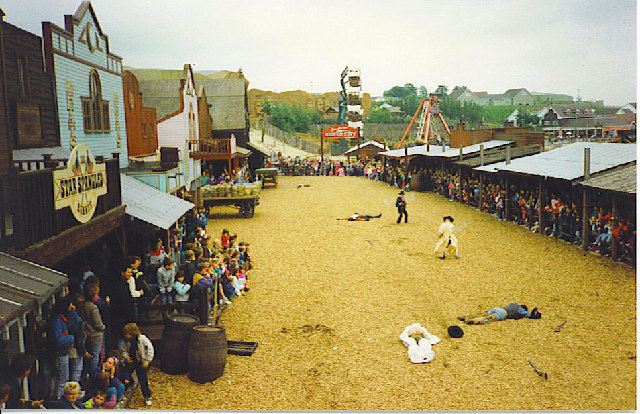
Spectacle de rue en 1991
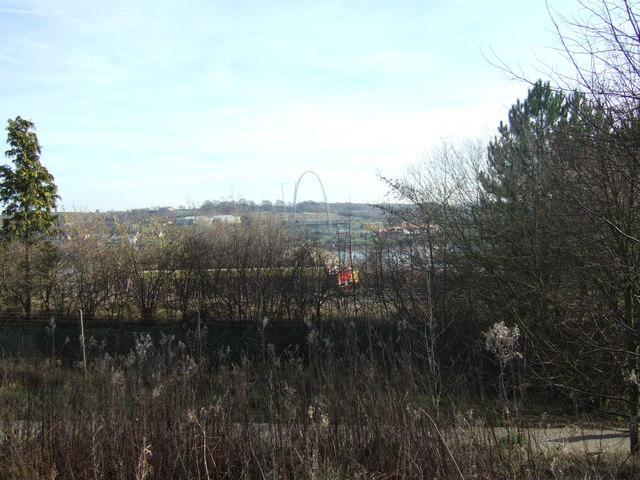
Vue du parc fermé